# Graisse (anatomie)
Pour les articles homonymes, voir Graisse.
La graisse est une structure anatomique spécifique au règne animal, constituée d'une masse d'adipocytes localisés en grande partie sous la peau, mais aussi autour de certains organes comme les reins, et dans les muscles. Elle constitue une réserve énergétique importante pour l'organisme, ou une protection contre le froid, et les chocs.
Les triglycérides qui la constituent sont stockés dans des cellules spécialisées dites adipocytes. A température ambiante, la graisse animale a un aspect figé et un état solide, à la différence de l'huile qui est liquide : c'est dû à la structure saturée des molécules de triglycéride.

## Rôles biologiques
C'est un tissu permettant de stocker une importante quantité d'énergie pour un faible coût énergétique, permettant une utilisation ultérieure.
Par exemple la migration chez l'hirondelle est un effort très important demandant une grande quantité d'énergie. À partir de quelques grammes de graisse accumulée durant l'été, l'oiseau est ainsi capable de franchir des distances de plusieurs milliers de kilomètres.
L'ours brun accumule en été jusqu'à 180 à 200 kg de graisse, réserve dans laquelle il puise pour tenir l'hiver, période pendant laquelle il devient très léthargique. La marmotte accumule également une couche de graisse en été afin de pouvoir tenir durant toute la saison de l'hibernation. C'est le tissu adipeux brun, présent chez les animaux qui hibernent et également (en moindres proportions) chez l'homme, qui est utilisé dans la thermogenèse. Il est constitué de cellules mésenchymateuses, les adipocytes multiloculaires (plusieurs gouttelettes lipidiques).
Lorsque la réserve de graisse est insuffisante, dû au fait d'une mauvaise saison de nourrissage, l'animal peut mourir d'épuisement lors de sa période difficile avant d'atteindre son but. Lorsque sa réserve de graisse devient trop basse, le hérisson doit impérativement reprendre une vie normale (sortir de l'hibernation), quelle que soit la météo et la température, et trouver de la nourriture, sous peine de mort. Ceci implique qu'au début de l'hibernation, le hérisson doit peser au moins 450 g.
La graisse forme aussi une couche isolante contre le froid, pour les animaux homéothermes, par exemple chez les mammifères marins (baleine (cétacés), phoques...).
Chez certains bovins (notamment les zébus), il y a développement d'une bosse, sorte d'excroissance sur le dos de l'animal à la hauteur des épaules, qui est une structure physiologique assurant une accumulation de graisse. Cette réserve énergétique permet à l'animal une adaptation aux rigueurs des saisons sèches et des périodes de disette.

### Chez l'humain
Comme chez tout autre animal[réf. souhaitée], le tissu adipeux est également présent chez l'humain. Son rôle biologique est vital pour les espèces animales sauvages[réf. souhaitée]. Le stockage d'énergie était même sûrement crucial pour nos ancêtres [réf. nécessaire] qui ne devaient pas manger régulièrement[Information douteuse] [réf. nécessaire] et leur organisme devait se prémunir contre de potentielles périodes de jeûne[réf. nécessaire].
Aujourd'hui, dans les pays industrialisés ou en voie de développement, l'augmentation constante de la consommation tend à donner à cet atout évolutif un effet pervers, il n'a plus la même importance et l'accumulation importante de graisse dans l'organisme (obésité) est un problème majeur, lié à de nombreuses pathologies, telles le diabète, l'artériosclérose, l'infarctus du myocarde, l'hypertension…

#### Stockage de la graisse
Le stockage de la graisse se fait ainsi :
- les triglycérides (qui représentent 95 % environ des graisses de notre alimentation[2]) sont digérés dans l'intestin par les sucs pancréatiques ;
- les acides gras libres et les mono-acylglycérides obtenus peuvent alors traverser la membrane des entérocytes (qui sont des cellules de la muqueuse intestinale), à l'intérieur desquels ils sont retransformés en triglycérides[réf. souhaitée] ;
- l'huile et l'eau ne se mélangeant pas, la graisse seule ne peut pas être transportée dans le sang, et les triglycérides sont donc stockés dans des chylomicrons (ils sont remplis de graisse, mais leur surface est tapissée de molécules hydrophiles, ce qui les rend solubles)[réf. souhaitée] ;
- une fois formés, ces chylomicrons sortent des entérocytes et passent dans le sang, puis parviennent aux récepteurs de l'organisme (qui récupèrent les triglycérides et les font brûler pour en tirer de l'énergie ou les transforment pour leur donner un rôle structural ou hormonal) et notamment dans le tissu graisseux, où les triglycérides sont stockés en vrac dans les cellules (elles y forment une énorme gouttelette de graisse qui occupe tout l'intérieur de la cellule, en repoussant le noyau sur le côté)[réf. souhaitée].

Cette graisse représente 20 % de la masse corporelle (en moyenne, mais les femmes ont une plus grande masse graisseuse que les hommes)[réf. souhaitée].

### Chez les insectes
Chez la fourmi de feu rouge, en attendant que la première génération d'ouvrières, appelés minums, soient capables de subvenir à sa nourriture, la reine survit en puisant dans ses réserves internes de graisse et dans l'énergie venant de la destruction de ses muscles de vol désormais inutiles.

## Graisse alimentaire
Chez les animaux d'élevage tel le porc, la graisse qu'on appelle le lard, une fois traitée par chauffage produit la graisse alimentaire, largement utilisée en cuisine.
Cette matière, composée d'acide gras et dépourvue des éléments cellulaires, porte divers noms : saindoux, suif…
On utilise en élevage un adipomètre pour mesurer la quantité de graisse d'un animal à partir d'un pli cutané.

## Autres usages
La pêche à la baleine a été pratiquée en vue de fournir de la graisse permettant l'éclairage.
On utilise aussi le suif pour cet usage.

## Pollution
La graisse et les acides gras qu'elle contient sont capables d'accumuler les pesticides à caractère lipophile, les métaux lourds et d'autres polluants eux-mêmes accumulés par les proies consommées par l'animal (insectes traités par des insecticides par exemple). Ces toxines sont rejetées dans l'organisme lors de l'épuisement des réserves affectant fortement les chances de survie de l'animal ou de sa progéniture.